# Galeria Kaufhof

Logo de Galeria Karstadt Kaufhof depuis le 25 mars 2019

Galeria Kaufhof GmbH est une chaîne de magasins allemande dont le siège est à Cologne.
Jusqu'au 30 septembre 2015, la société était une filiale de Metro AG, moment où elle a été acquise par la Compagnie de la Baie d'Hudson.
Le 25 mars 2019, Karstadt & Galeria Kaufhof a présenté le nouveau logo de leur société fusionnée, Galeria Karstadt Kaufhof. Ils ont également lancé leur nouveau site Web, galeria.de, ce jour-là. 

## Histoire
La compagnie fut fondée en 1879 par Leonhard Tietz, qui ouvrit un premier magasin nommé de son nom. De nombreuses filiales firent leur apparition dans toute l’Allemagne. 
Kaufhof  (puis Galeria Kaufhof) a été membre historique de l'association internationale des grands magasins de 1930 à 2015,. 
En 2001, Galeria rachète les magasins belges Inno qui deviennent Galeria Inno.
En novembre 2019, Galeria Karstadt Kaufhof annonce la reprise de 106 agences de voyages Thomas Cook en Allemagne.

## Portefeuille d'affaires
- Galeria Kaufhof - 97 succursales
- DINEA Gastronomie GmbH - 58 restaurants
- Galeria Inno - 16 magasins en Belgique[6]